# مانويل سوتر
مانويل سوتر (بالألمانية: Manuel Sutter) هو لاعب كرة قدم نمساوي في مركز الوسط، ولد في 8 مارس 1991 في بريغنز في النمسا. شارك مع منتخب النمسا تحت 17 سنة لكرة القدم ومنتخب النمسا تحت 18 سنة لكرة القدم ومنتخب النمسا تحت 19 سنة لكرة القدم. أما مع النوادي، فقد لعب مع نادي سانت غالن ونادي فادوتس.

## وصلات خارجية
- مانويل سوتر على موقع قاعدة بيانات كرة القدم.إي يو (الإنجليزية)
- مانويل سوتر على موقع Soccerway.com (الإنجليزية)
- مانويل سوتر على موقع عالم كرة القدم.نت (الإنجليزية)